# Xian de Zhongning
Le xian de Zhongning (中宁县 ; pinyin : Zhōngníng Xiàn) est un district administratif de la région autonome du Ningxia en Chine. Il est placé sous la juridiction de la ville-préfecture de Zhongwei.

## Démographie
La population du district était de 228 713 habitants en 1999.